# Michael Yeats
 (décembre 2018).
Si vous disposez d'ouvrages ou d'articles de référence ou si vous connaissez des sites web de qualité traitant du thème abordé ici, merci de compléter l'article en donnant les références utiles à sa vérifiabilité et en les liant à la section « Notes et références ».
Pour les articles homonymes, voir Yeats.
Michael Butler Yeats, né le 22 août 1921 dans l'Oxfordshire et mort le 3 janvier 2007 à Dublin, est un avocat et un homme politique irlandais membre du Fianna Fáil. Il siège en deux périodes comme membre de Seanad Éireann.

## Biographie
Son père est le poète William Butler Yeats, qui est également élu au Seanad. Sa mère est Georgie Hyde-Lees. Sa sœur, Anne Yeats, est artiste peintre de même que son oncle Jack Butler Yeats. Il est aussi le neveu de Lily Yeats et Elizabeth Yeats. Michael Yeats fait ses études au Trinity College, à Dublin et est officier au College Historical Society. Il se présente sans succès aux élections générales de 1948 et 1951 pour un siège au Dáil Éireann, dans la circonscription de Dublin-Sud-Est.
Après les élections de 1951, Yeats est nommé au 7e Seanad par le Taoiseach Éamon de Valera. Il se présente aux élections suivantes en 1954 pour le 8e Seanad mais n'est pas élu.
De 1961 à 1980, il est membre du Seanad Éireann. En 1961, il est élu au 10e Seanad par le panel du travail. En 1965, il est nommé par le Taoiseach Seán Lemass au 11ème Seanad. En 1969, il a été élu au 12e Seanad par le panel de la culture et de l'éducation et réélu au 13e Seanad en 1973. En 1977, il est nommé par le Taoiseach Jack Lynch au 14e Seanad. Il démissionne du Seanad le 12 mars 1980.
De 1969 à 1973, lors du douzième Seanad, il est nommé Cathaoirleach (président).
En tant que sénateur, Yeats est membre du Parlement européen de 1973 à 1979, en tant que membre des première, deuxième et troisième délégations irlandaises. Il s'est présenté aux premières élections directes en 1979 pour la circonscription de Dublin, mais n'a pas été élu.
Il est marié à Gráinne, chanteuse et harpiste irlandaise. Ils ont quatre enfants : leurs filles Caitríona (harpiste de concert), Siobhán (une professionnelle des brevets) et Síle (une radiodiffuseuse de RTÉ décédée également en 2007) et un fils, Pádraig (un ingénieur).